# 쥘 드 폴리냐크
쥘  오귀스트 아르망 마리드 폴리냐크(Jules Auguste Armand Marie de Polignac)는 1780년 5월 14일 파리 혹은 베르사유에서 태어나 1847년 3월 30일 생제르맹앙레(이블린)에서 사망한 프랑스의 정치인으로, 왕정 복고 시기 프랑스의 마지막 총리이다. 그는 폴리냐크 백작(1817-1820), 폴리냐크 공(prince, 1820-1847)을 거쳐 1847년 3월에 공작위를 받게 되어, 죽기 전 한달 동안은 3대 폴리냐크 공작이었다.
그는 1789년 프랑스 혁명 당시 왕당파로 활동하였다. 이는 1829년 8월, 샤를 10세에 의해 총리로 임명되었을 때에도 그대로 나타난다. 그는 정치에 대해서는 문외한이면서 보수적인 성향을 지니고 있었다. 그리고 국왕 샤를 10세와 함께 의회와 국민을 무시하고 독단적인 통치를 하기 원하여 국민과 지식인, 자본가로부터 미움을 받았다. 이듬해 발생한 7월 혁명 때 사퇴했다.